# Borde/Bellevaux
Borde/Bellevaux ist ein Stadtteil (Quartier) der Schweizer Stadt Lausanne. Er befindet sich im nördlichen Teil der Stadt.
Der Stadtteil selbst ist wiederum in vier Teilbereiche (Sektoren) aufgeteilt. Es sind dies Borde, Rouvraie, Bellevaux und Rte du Signal. Auf einer Fläche von 0,689 km² wohnten im Jahr 2018 rund 10'020 Einwohner.

## Lage

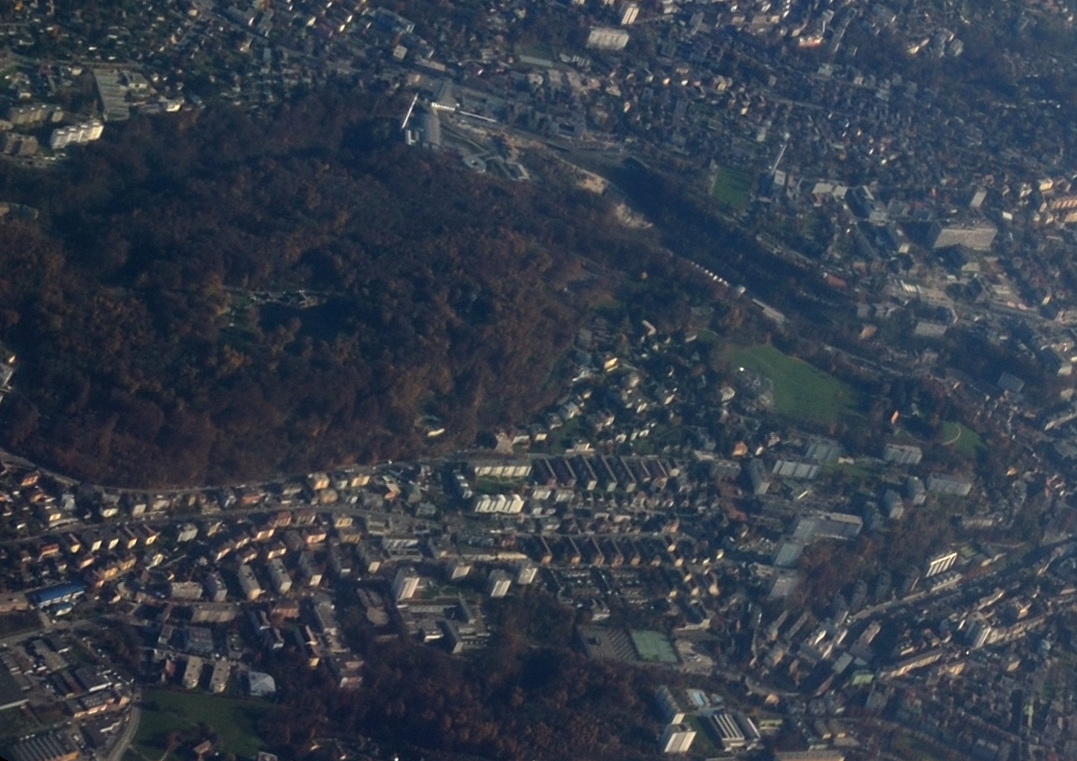
Ein Teil von Borde/Bellevaux (unten, Flugaufnahme 2011)

Der Stadtteil dient als Wohnquartier im Norden. Die Lage gilt als ruhig, da das Gebiet von Bäumen eingezäumt ist.

## Öffentliche Verkehrsmittel
Die Buslinien 3, 8 und 22 der Transports publics de la région lausannoise durchqueren den Stadtteil. Im Südwesten des Gebiets existiert zudem ein Busdepot.

## Bauwerke und Sehenswürdigkeiten
Es besteht ein grösserer Sportplatz mit Feldern für Basketball und Tennis. 